# Herb Gorzowa Śląskiego
Herb Gorzowa Śląskiego – jeden z symboli miasta Gorzów Śląski i gminy Gorzów Śląski w postaci herbu.

## Wygląd i symbolika
Herb przedstawia w srebrnym (białym) polu tarczy czerwonego jelenia w skoku zwróconego w prawo nad zielonym wzgórzem.